# Dani Andrada
Daniel Andrada Jiménez, meist Dani Andrada genannt (* 15. Juli 1975 in Sevilla) ist ein spanischer Sportkletterer, der einige der weltweit schwierigsten Erstbegehungen absolviert hat. Er war einer der Ersten, denen es gelang, eine Route im Schwierigkeitsgrad 9b nach der französischen Skala zu klettern.

## Leben
Dani Andrada begann 1988 mit dem Klettern. Im Jahr 2007 gelang ihm mit der Route „Ali Hulk“ in der Ali Baba Höhle in Rodellar in der Nähe von Huesca (Spanien), als einem der ersten Kletterer mit der Route eine 9b. Im Jahr 2008 gelang ihm in derselben Höhle die Route „Delincuente natural“ für die er ebenfalls 9b vorschlug. Im Jahr 2012 verlängerte er die Route „Ali Hulk“ mit dem Boulder „Picacho“. Für diese Verlängerung schlug er die Schwierigkeit „9b“ vor. Dabei handelt es sich um eine zweigeteilte Route mit einem Boulder am Höhlendach und einem zweiten Teil, für die er sich in einer Rastposition den Klettergurt anlegen ließ. Bei Getu in der Provinz Guizhou im Südwesten von China gelang ihm mit „Corazón de Ensueño“ in der Chuanshang Höhle eine der weltweit schwersten Mehrseillängentouren.
Der Spanier ist der aktivste Kletterer im französischen Grad und im Bouldergrad 8a/Fb 8a und härter. Mittlerweile konnte er so über 4000 Routen in diesen Schwierigkeiten klettern.
Auch im Wettkampfklettern war Dani Andrada erfolgreich. Er gewann vier Weltcups, darunter im Jahr 1999 den Rockmaster in Bouldern in Arco.